# Открытый чемпионат Таиланда по теннису среди мужчин

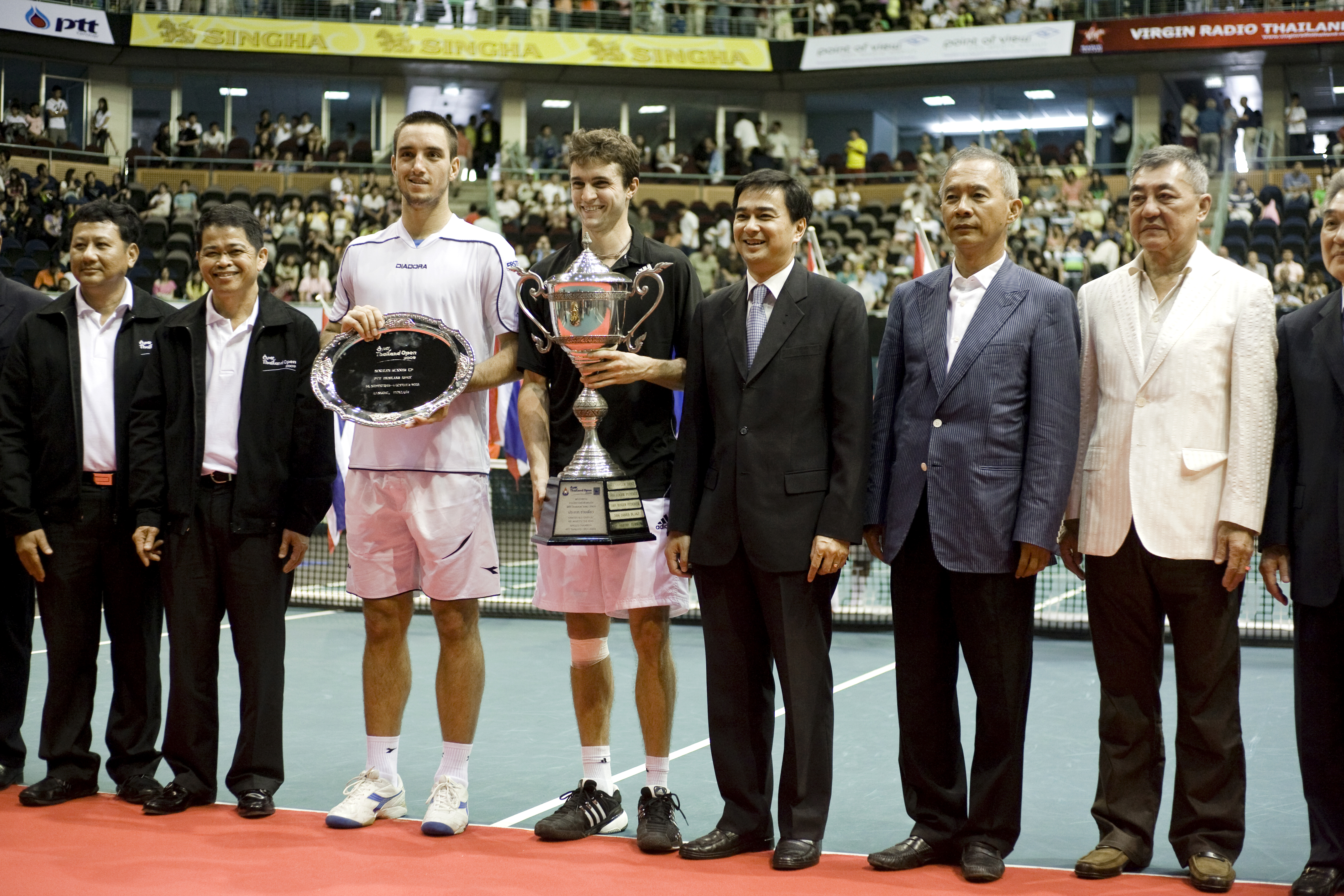
Виктор Троицки и Жиль Симон на церемонии награждения, 2009 год

Открытый чемпионат Таиланда среди мужчин — мужской международный теннисный турнир, проводившийся в Куала-Лумпуре (Малайзия) в сентябре на крытых хардовых кортах с 2003 по 2013 год. Турнир относился к категории ATP 250, с призовым фондом около 567 тысяч долларов и турнирной сеткой, рассчитанной на 28 участников в одиночном разряде и 16 пар.

## История
Турнир АТР в Бангкоке проводится с 2003 года. Своим появлением он обязан царившему в тот момент в стране увлечению теннисом, связанному с успехами местного спортсмена Парадорна Шричапана, входившему тогда в число десяти лучших теннисистов мира. Турнир занял в сетке АТР место Кубка Президента, проводившегося в Ташкенте.
С года основания турниру была присвоена категория ATP International, базовая для турниров АТР-тура, но он регулярно привлекал целый ряд представителей первой десятки рейтинга АТР. В первом турнире приняли участие три представителя мировой десятки, включая Шричапана и первую ракетку мира Хуана Карлоса Ферреро. На следующий год в турнире участвовали первая и вторая ракетки мира, а также Марат Сафин, входивший в первую пятёрку.
В 2009 году турнир вошёл в новую сетку АТР-тура в ранге турнира базовой категории ATP 250, но через пять лет проведения приз был упразднён по финансовым соображениям, а лицензия турнира была передана новому соревнованию в китайском Шэньчжэне.

## Победители и финалисты
Единственным двукратным победителем турнира в одиночном разряде за историю его проведения является Роджер Федерер, побеждавший на нём в 2004 и 2005 годах. При этом в 2004 году он в поединке первой и второй ракеток мира взял в финале верх над Энди Роддиком, что стало повторением финала Уимблдонского турнира того же года. В парном разряде трое теннисистов выигрывали турнир по два раза: израильтяне Энди Рам и Йонатан Эрлих (оба раза вместе) и индиец Леандер Паес (с разными партнёрами).
Йонатан Эрлих в общей сложности четыре раза появлялся в финале турнира в Бангкоке (по две победы и два поражения в парном разряде). По три раза выходили в финал Энди Рам (все три раза с Эрлихом) и Роджер Федерер (две победы в одиночном разряде и одно поражение в парах).
Хозяевам турнира дважды удалось его выиграть: братья Санчай и Сончат Ративатана победили на турнире-2007, а Данай Удомчоке — пять лет спустя.
Дмитрий Турсунов является единственным представителем стран бывшего СССР, выигрывавшим в Бангкоке: он победил в одиночном разряде в 2007 году.
| Год  | Победитель            | Финалист            | Счёт        |
| ---- | --------------------- | ------------------- | ----------- |
| 2013 | Милош Раонич          | Томаш Бердых        | 7-6(4) 6-3  |
| 2012 | Ришар Гаске           | Жиль Симон          | 6-2 6-1     |
| 2011 | Энди Маррей           | Дональд Янг         | 6-2 6-0     |
| 2010 | Гильермо Гарсия Лопес | Яркко Ниеминен      | 6-4 3-6 6-4 |
| 2009 | Жиль Симон            | Виктор Троицки      | 7-5 6-3     |
| 2008 | Жо-Вильфрид Тсонга    | Новак Джокович      | 7-6(4) 6-4  |
| 2007 | Дмитрий Турсунов      | Беньямин Беккер     | 6-2 6-1     |
| 2006 | Джеймс Блейк          | Иван Любичич        | 6-3 6-1     |
| 2005 | Роджер Федерер (2)    | Энди Маррей         | 6-3 7-5     |
| 2004 | Роджер Федерер        | Энди Роддик         | 6-4 6-0     |
| 2003 | Тейлор Дент           | Хуан Карлос Ферреро | 6-3 7-6(5)  |

| Год  | Победители                          | Финалисты                         | Счёт           |
| ---- | ----------------------------------- | --------------------------------- | -------------- |
| 2013 | Джейми Маррей Джон Пирс             | Томаш Беднарек Юхан Брунстрём     | 6-3 3-6 [10-6] |
| 2012 | Лу Яньсюнь Данай Удомчоке           | Эрик Буторак Пол Хенли            | 6-3 6-4        |
| 2011 | Айсам-уль-Хак Куреши Оливер Марах   | Александр Васке Михаэль Кольман   | 7-6(4) 7-6(5)  |
| 2010 | Кристофер Кас Виктор Троицки        | Юрген Мельцер Йонатан Эрлих       | 6-4 6-4        |
| 2009 | Эрик Буторак Раджив Рам             | Гильермо Гарсия Лопес Миша Зверев | 7-6(4) 6-3     |
| 2008 | Лукаш Длоуги Леандер Паес (2)       | Скотт Липски Дэвид Мартин         | 6-4 7-6(4)     |
| 2007 | Санчай Ративатана Сончат Ративатана | Микаэль Льодра Николя Маю         | 3-6 7-5 [10-7] |
| 2006 | Энди Рам (2) Йонатан Эрлих (2)      | Джейми Маррей Энди Маррей         | 6-2 2-6 [10-4] |
| 2005 | Леандер Паес Пол Хенли              | Энди Рам Йонатан Эрлих            | 6-7(5) 6-1 6-2 |
| 2004 | Джастин Гимелстоб Грейдон Оливер    | Ив Аллегро Роджер Федерер         | 5-7 6-4 6-4    |
| 2003 | Энди Рам Йонатан Эрлих              | Эндрю Кратцман Яркко Ниеминен     | 6-3 7-6(4)     |